# Sainte-Foi
Sainte-Foi – miejscowość i gmina we Francji, w regionie Oksytania, w departamencie Ariège.
Według danych na rok 1990 gminę zamieszkiwało 20 osób, a gęstość zaludnienia wynosiła 8 osób/km² (wśród 3020 gmin regionu Midi-Pireneje Sainte-Foi plasuje się na 1043. miejscu pod względem liczby ludności, natomiast pod względem powierzchni na miejscu 1684.).